# Claire Fontaine

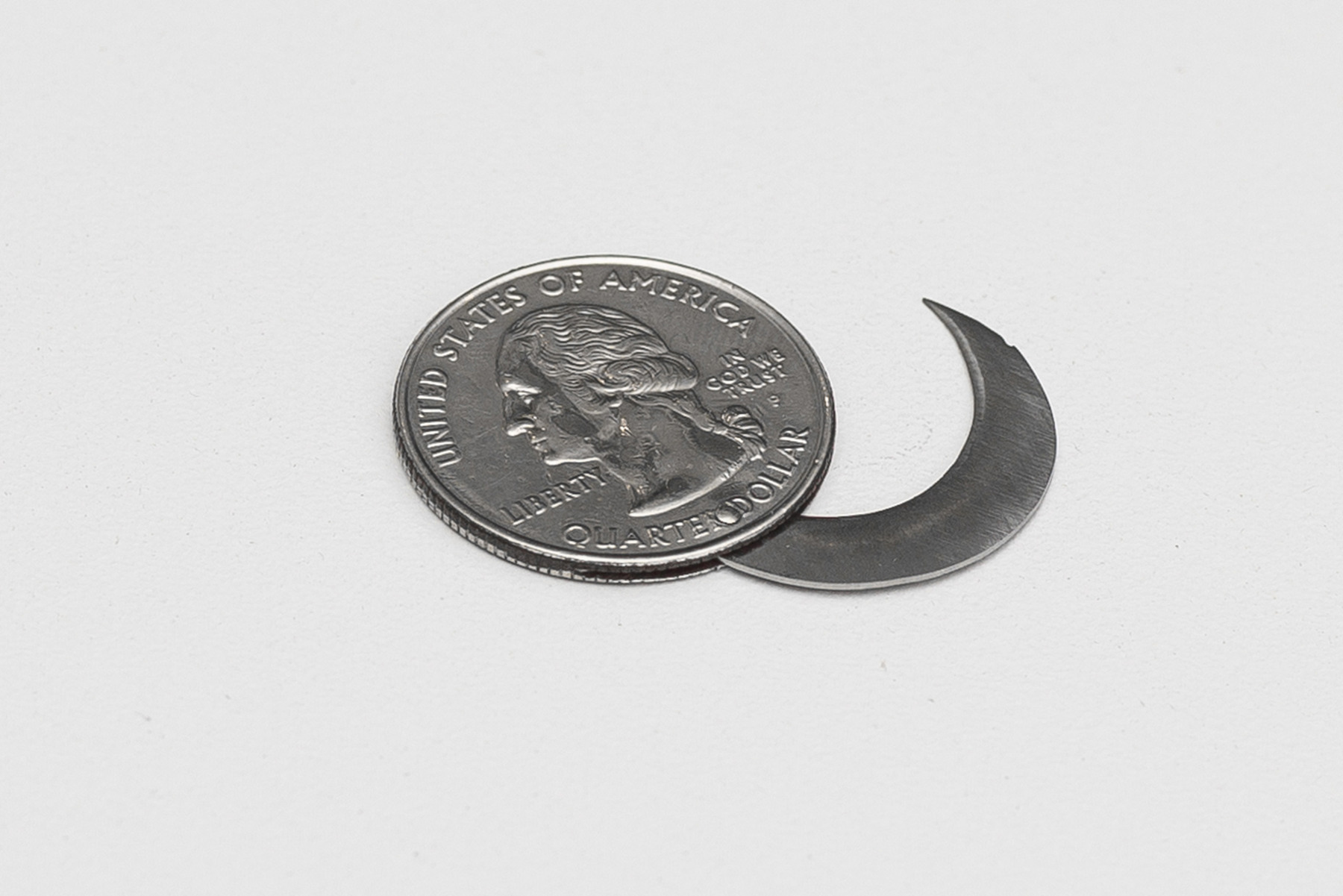
In God They Trust (2005). Moneta dwudziestopięciocentowa, stalowe ostrze do cięcia kartonów, lut i nit

Claire Fontaine – grupa artystyczna powstała w 2004 w Paryżu, tworzona przez Fulvię Carnevale i Jamesa Thornhilla.
Grupa podawała się za fikcyjną artystkę tworzącą neony, rzeźby i obrazy, która poprzez konceptualne projekty podawała w wątpliwość zasady działania współczesnego rynku sztuki. Według członków kolektywu eksplorował on obszary politycznej bezsilności oraz zagadnienia kryzysu niezwykłości dominującego sztukę XXI wieku. Claire Fontaine wyobraża sobie sztukę jako ludzkie uderzenie przeciwko wszelkim wyreżyserowanym tożsamościom.